# Coke Andújar
Jorge Andújar Moreno (Leganés, 26 de abril de 1987), conocido deportivamente como Coke Andújar o simplemente Coke, es un exfutbolista y entrenador español que jugaba de defensa. Desde la temporada 2025-26 es consejero delegado y encargado de la dirección del área deportiva del Atlético Sanluqueño C. F. de la Primera Federación.

## Trayectoria

### Como jugador
Formado en las categorías inferiores del Rayo Vallecano, en el año 2005 ascendió al primer equipo, donde jugó hasta el año 2011, consiguiendo el ascenso a la Primera División. Después de ello, fichó por el Sevilla F. C. En su segunda temporada, a pesar de empezar de suplente, se consolidó de titular después de la primera vuelta. En semifinales de la Liga Europa de la UEFA 2013-14 sacó un saque de banda que terminó en el gol de Mbia y con el consiguiente pase a la final. En esta, disputada el 14 de mayo, y tras acabar el partido 0-0, fue uno de los cuatro jugadores sevillistas que anotó un penalti en la tanda que acabó ganando el Sevilla F. C. 4-2. Consiguió ganar el título tres años de manera consecutiva; en la tercera final, frente al Liverpool F. C., se impusieron por 3 a 1 y recibió el trofeo al jugador más valioso tras marcar dos goles.
En la temporada 2016-17 fue transferido al F. C. Schalke 04, pero no pudo debutar en la Bundesliga hasta el 1 de abril, debido a una grave lesión. Con tan solo nueve partidos disputados en un año y medio, dejó el club para terminar la temporada 2017-18 en el Levante U. D.
El 1 de septiembre de 2022, tras haber quedado libre una vez abandonó el conjunto levantino, firmó por un año con la U. D. Ibiza. Se marchó tras el mismo después de no poder ayudar al equipo a evitar el descenso a Primera Federación.
El 24 de agosto de 2023 se anunció su fichaje por el Atlético Sanluqueño, equipo del cual era el máximo accionista junto al también futbolista Juan Cala. El 14 de mayo de 2024, a falta de dos jornadas para terminar la temporada, anunció que ponía punto final a su carrera tras diecinueve temporadas en activo. Disputó su último partido el día 25 y ayudó al equipo a conseguir la permanencia en Primera Federación después de derrotar al C. D. Castellón.

### Como entrenador y mánager deportivo
El 26 de junio de 2024 se incorporó al Cádiz C. F. como técnico asistente de Paco López. Dejó el cargo el siguiente 30 de septiembre para regresar al Atlético Sanluqueño como mánager general deportivo. De cara a la temporada 2025-26 fue nombrado consejero delegado y encargado de la dirección del área deportiva del club.

## Clubes

### Como jugador
| Club                      | País     | Año       |
| ------------------------- | -------- | --------- |
| Rayo Vallecano            | España   | 2005-2011 |
| Sevilla F. C.             | España   | 2011-2016 |
| F. C. Schalke 04          | Alemania | 2016-2018 |
| Levante U. D.             | España   | 2018-2022 |
| U. D. Ibiza               | España   | 2022-2023 |
| Atlético Sanluqueño C. F. | España   | 2023-2024 |

## Palmarés

### Campeonatos nacionales
| Título             | Club           | País   | Año     |
| ------------------ | -------------- | ------ | ------- |
| Segunda División B | Rayo Vallecano | España | 2007-08 |

### Campeonatos internacionales
| Título                 | Club          | Sede     | Año     |
| ---------------------- | ------------- | -------- | ------- |
| Liga Europa de la UEFA | Sevilla F. C. | Turín    | 2013-14 |
| Liga Europa de la UEFA | Sevilla F. C. | Varsovia | 2014-15 |
| Liga Europa de la UEFA | Sevilla F. C. | Basilea  | 2015-16 |

### Distinciones individuales
| Distinción                                             | Año  |
| ------------------------------------------------------ | ---- |
| Mejor jugador de la final de la Liga Europa de la UEFA | 2016 |